# Johann Heinrich Moritz von Poppe

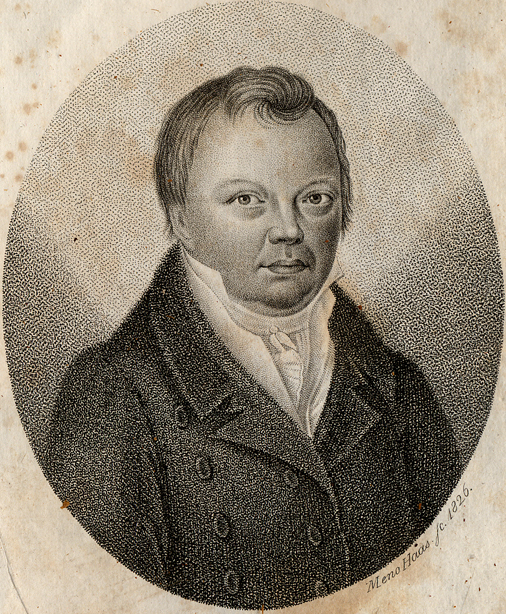
Johann Heinrich Moritz von Poppe

Johann Heinrich Moritz von Poppe (* 16. Januar 1776 in Göttingen; † 21. Februar 1854 in Tübingen) war ein deutscher Mathematiker und Physiker.

## Leben und Werk
Heinrich Poppe wurde am 16. Januar 1776 in Göttingen als Sohn des dortigen Universitätsmechanikus Heinrich Balthasar Poppe (1725–1818) geboren. Von 1784 bis 1791 besuchte er das Gymnasium in Göttingen. Nebenbei erlernte er in der Werkstatt seines Vaters das Uhrmacherhandwerk und begann bereits im Alter von 18 Jahren mit der Anfertigung von Publikationen. Ab 1793 studierte er an der Universität Göttingen Mathematik und Physik, u. a. bei Abraham Gotthilf Kästner und Georg Christoph Lichtenberg. 1803 erwarb er an der Universität Helmstedt den Doktorgrad, worauf ihm die Universität Göttingen die Lehrbefugnis erteilte. 1804 hielt er hier eine Vorlesung über „Mathematische Geographie“.
1805 wurde Poppe Professor für Mathematik und Physik am Städtischen Gymnasium in Frankfurt am Main. Als erster Naturwissenschaftler wurde er als ordentlicher Lehrer und Collega in das Kollegium der 1520 gegründeten Anstalt aufgenommen, das bis dahin nur aus Altphilologen bestanden hatte. 1812 bis 1814 war er zugleich Professor am kurzlebigen Lyceum Carolinum, einer vom damaligen Frankfurter Großherzog Karl Theodor von Dalberg gegründeten Universität. Außerdem wirkte er in Frankfurt an der Gründung einer Polytechnischen Gesellschaft mit, die noch heute besteht und in der Anfangszeit den Zweck hatte, den Handwerkerstand durch Fortbildungsmaßnahmen mit dem technologischen Fortschritt bekannt zu machen. Poppe wurde zu ihrem ersten Präsidenten gewählt.
1818 ging er als Professor für Technologie auf einen hierfür neu geschaffenen Lehrstuhl an die Universität Tübingen und bekleidete dieses Lehramt bis zu seinem Ruhestand im Jahre 1841. Sein Nachfolger wurde der Direktor der Polytechnischen Schule in Karlsruhe Wilhelm Ludwig von Volz (1799–1855).
Poppe machte sich durch zahlreiche Publikationen im Bereich des Maschinenwesens und der Technologie einen Namen. Viele richteten sich an ein breites Leserpublikum und an die Jugend. Karl Marx zum Beispiel exzerpierte ausführlich die 3 Bände zur "Geschichte der Technologie". Seine Bücher haben überwiegend einen beschreibend-enzyklopädischen Charakter. Seit seiner Jugend beschäftigte er sich intensiv mit der Uhrmacherkunst und gehörte zu den ersten Autoren, die sich mit praktischen Fragen des Rettungswesens und der Unfallverhütung auseinandersetzten. In einigen seiner Publikationen verwendete er das Pseudonym Jacob Auch (s. die Personendatei in der Deutschen Nationalbibliothek).
Heinrich Poppe heiratete 1805 die Göttingerin Christiane Mentzer (1789–1861). Aus dieser Ehe gingen drei Töchter und ein Sohn hervor. Zwei seiner Töchter heirateten nacheinander den Tübinger Medizinprofessor Hermann Friedrich Autenrieth (1799–1874).
1836 wurde Poppe vom württembergischen König das Ritterkreuz des Ordens der Württembergischen Krone und damit der Personaladel verliehen.

## Schriften
- Versuch einer Geschichte der Entstehung und Fortschritte der theoretisch-praktischen Uhrmacherkunst, Göttingen 1797.
- Ausführliche Geschichte der theoretisch-praktischen Uhrmacherkunst, Leipzig 1801.
- Allgemeines Rettungsbuch, Hannover Pyrmont 1805.
- Encyklopädie des gesamten Maschinenwesens, 2. Auflage. Leipzig 1820–26, 8 Bde.
- Handbuch der Technologie. Heidelberg 1806–10. 4 Bde.
- Geschichte der Technologie. Göttingen 1807–11, 3 Bde.
- Anleitung zur Kenntniß und Behandlung der Taschen-Uhren für Uhren-Besitzer und Verfertiger, Gotha 1807
- Joh. Heinr. Moritz Poppe's Praktisches Handbuch für Uhrmacher, Uhrenhändler und für Uhrenbesizzer; Oder: vollständiges Lexikon und Erklärung der Begriffe und Kunstwörter, welche bey der Verfertigung, Reparatur, und bey dem Gebrauche aller Arten von Uhrwerken, nebst denen dazu gehörigen Werkzeugen und andern Einrichtungen, vorkommen. Neue Ausgabe. Leipzig 1810, 2 Bde. Digitalisat
- Noth- und Hülfslexikon zur Behütung des menschlichen Lebens vor allen erdenklichen Unglücksfällen, Nürnberg 1811
- Anleitung zur allgemeinen Technologie. Stuttgart 1821.
- Geschichte aller Erfindungen und Entdeckungen im Bereiche der Gewerbe, Künste und Wissenschaften von der frühesten Zeit bis auf unsere Tage. Stuttgart 1837
- Technologisches Lexicon : oder: genaue Beschreibung aller mechanischen Künste, Handwerke, Manufakturen und Fabriken, der dazu erforderlichen Handgriffe, Mittel, Werkzeuge und Maschinen, mit steter Rücksicht auf die Bedürfnisse der neuesten Zeit, auf die wichtigsten Erfindungen und Entdeckungen, der dabey anzuwendenden geprüftesten chemischen und mechanischen Grundsätze und einer vollständigen Litteratur aller Zweige der Technologie, sammt Erklärung aller dort einschlagenden Kunstwörter, in alphabetischer Ordnung, 5 Bände, 1816–20 (Digitalisate).
- Schutz und Wehr gegen Unglücksfälle, Stuttgart/Tübingen 1839.